# Yuriorkis Gamboa
Yuriorkis Gamboa est un boxeur cubain né le 23 décembre 1981 à Guantánamo.

## Carrière amateur
Il remporte la médaille d'or aux Jeux panaméricains de Saint-Domingue en 2003 dans la catégorie poids mouches et récidive l'année suivante aux Jeux Olympiques d'Athènes en battant en finale le français Jérôme Thomas. En 2005, Gamboa devient champion du monde à Mianyang en poids plumes puis il décide, à l'occasion d'un entraînement au Venezuela en décembre 2006, de fuir son pays, qui ne reconnait que le statut amateur, en compagnie de Yan Bartelemí et Odlanier Solis. Ils obtiennent tous les trois un visa pour les États-Unis.

## Carrière professionnelle
Yuriorkis Gamboa livre son premier combat professionnel à Hambourg le 27 avril 2007. Devenu champion d'Amérique du Nord NABF des super plumes le 22 février 2008 (en battant au 1er round Johnnie Edwards) puis champion NABO des poids plumes le 18 juillet (victoire à nouveau au 1er round face à Al Seeger), il devient champion du monde WBA par intérim de la catégorie le 17 avril 2009 après sa victoire à la 10e reprise contre Jose Rojas.
Gamboa s'adjuge ensuite le titre régulier lors de son combat suivant (Chris John étant au même moment super champion) puis obtient le droit par cette fédération de rencontrer le champion IBF Orlando Salido. Le combat de réunification a finalement lieu le 11 septembre 2010 et le cubain s'impose aux points à l'unanimité des 3 juges au Palms Casino Resort de Las Vegas. Il confirme le 26 mars 2011 en stoppant au 4e round le mexicain Jorge Solis mais cède néanmoins son titre IBF pour ne pas s'être présenté à la pesée imposée le matin du combat,.
Le boxeur de Guantanamo s'impose ensuite aux points contre le philippin Michael Farenas le 8 décembre 2012 pour le titre WBA par intérim des supers-plumes puis contre Darleys Perez le 8 juin 2013. Il connait sa première défaite en poids légers, étant battu par KO par le champion du monde WBO Terence Crawford le 29 juin 2014. Il est également battu par abandon à l'issue du 7e round le 5 mai 2017 face au modeste Robinson Castellanos (23 victoires, 12 défaites) après être allé à terre aux 3e et 4e rounds puis perd au 12e round contre Gervonta Davis le 28 décembre 2019 et contre Devin Haney, champion WBC des poids légers, le 7 novembre 2020.
Il a été mêlé à l'affaire Biogenesis.